# 珠林江
珠林江又名云亭河，是赣江的一条支流，位于江西省泰和县南部。全长约87公里，流域面积754平方公里，其中泰和县境内长约80公里，流域面积715平方公里；多年平均径流量6.48亿立方米，总落差692米。

## 源头与河段
珠林江发源于兴国县崇贤乡，流经老营盘镇、上圯乡、沙村镇、冠朝镇和塘洲镇，在塘洲镇麻洲市西北处注入赣江。在习惯上，各河段拥有不同的名称：
- 上游老营盘至沙村段称为缯水，其中又常按所经地名分段称老营盘河、上圯河、沙村河等；
- 中游沙村至冠朝段称为云亭河，此名称又常包含上游河段。明清时期以云亭河流域设云亭乡进行管辖。
- 下游塘洲段称为珠林江。

珠林江与云亭河现均用于指整条河流。

## 支流
主要支流为东沔河，又名水槎河，源出水槎乡浪川，长约25公里，在沙村附近注入云亭河。

## 水利
上圯乡沔口村以上河段为山区，多峡谷，有10多条总长80余公里的小溪汇注而入，水资源丰富，但夏秋季多山洪。目前在上圯乡建有大型水库老营盘水库，总库容1.02亿立方米，设计灌溉面积11.56万亩，发电装机3320千瓦。沔口村以下河段地形由丘陵过渡到河谷平原，常年可放运木竹排，曾通航至冠朝。